# Jorge Luis Lozano
Jorge Lozano (Bogotá, Colombia, 14 de enero de 1991) es un futbolista colombiano. Juega como defensa. Actualmente milita en el Atlético Huila de la Categoría Primera B colombiana.

## Clubes
| Club                  | País      | Año           |
| --------------------- | --------- | ------------- |
| Tigres                | Colombia  | 2008          |
| Juventud Soacha       | Colombia  | 2008          |
| Santa Fe              | Colombia  | 2009 - 2010   |
| Estudiantes de Mérida | Venezuela | 2010 - 2011   |
| Fortaleza             | Colombia  | 2011 - 2012   |
| Tigres                | Colombia  | 2013          |
| Barranquilla F. C.    | Colombia  | 2014          |
| Tigres                | Colombia  | 2015-2017     |
| Unión Magdalena       | Colombia  | 2018          |
| Jaguares de Córdoba   | Colombia  | 2019          |
| Atlético Huila        | Colombia  | 2020-presente |

## Palmarés

### Campeonatos nacionales
| Título        | Club           | País     | Año  |
| ------------- | -------------- | -------- | ---- |
| Copa Colombia | Santa Fe       | Colombia | 2009 |
| Primera B     | Atlético Huila | Colombia | 2020 |